# Kislibercse
Kislibercse (szlovákul: Ľuboriečka) község Szlovákiában, a Besztercebányai kerületben, a Nagykürtösi járásban.

## Fekvése
Nagykürtöstől 19 km-re északkeletre fekszik.

## Története
A település Somorkő várának uradalmán keletkezett a 13. században, 1335-ben "Leberchee" alakban említik először. Kislibercse önállóan 1387-ben "Kyslyberche" néven szerepel először korabeli forrásban. 1554 és 1593 között török megszállás alatt állt. A 17. század első felében megsemmisült. 1670-ben részben a divényi, részben a kékkői uradalom része volt. 1828-ban 63 házában 510 lakos élt, akik főként mezőgazdasággal foglalkoztak.
Vályi András szerint "Kis, és Nagy Libercse. Két tót falu Nógrád várm. Kis Libercsének földes Urai több Uraságok, fekszik Gácsfalvához közel, és annak filiája, Nagy Libercsének földes Urai G. Zichy, és G. Balassa Uraságok, fekszik ez is Gácsfalvához nem meszsze, és annak filiája, lakosai katolikusok, és evangelikusok, határbéli földgyeik közép termékenységűek, réttyek, legelőjik meg lehetősek, vagyonnyaik középszerűek."
Fényes Elek 1851-ben kiadott geográfiai szótárában így ír a községről: "Kis-Libercse, (Mala Luborécska), tót falu, Nógrád vmegyében, A. Sztregova fiókja, Szakálhoz 1 1/2 órányira, egy igen mély keskeny völgyben, melly mindenfelől magas, árkos, cseplés kopár, néhol erdős hegyektől környeztetik, csupán délnyugotnak nyulván egy keskeny völgy. Határa 2354 hold, mellyből beltelek 42 h., szántóföld 1012 h., rét 128 h., legelő 52 h., erdő 1120 hold. Ebből majorság 18 h. beltelek, 312 h. szántóföld, 211 h. elhanyagolt árkosföld, rét 60 h., legelő 52 h., erdő 1120 h., a többi urbériség. A föld sárga agyag, kavicsos, vadvizes, leginkább termi a rozsot, zabot, tenkelyt, vörös lóherét, krumplit. A lakosok nyáron sok juhot tartanak, télre eladják; az erdő tölgyes és bikkes. A határ tagositva van. Lakja 212 evang., 23 kath., 5 zsidó. Van egy Libercse nevü patakja malommal, Pezsna erdős hegyen egy szirtben barlangja, melly 5 1/2 öl hosszú, 2 1/6 öl széles, torkolatja jóval szűkebb, magassága nincs egészen 1 öl; 4 urilaka, 1 szeszgyára. Birtokosok: Pongrácz család, Madách, Ivánka Imre, Algöver Samu, Gáspár János, és Tárkány örökösök."  Archiválva 2007. szeptember 27-i dátummal a Wayback Machine-ben
A trianoni békeszerződésig Nógrád vármegye Gácsi járásához tartozott.

## Népessége
| Év:            | 1994. | 2004.    | 2014.    | 2024.   |
| -------------- | ----- | -------- | -------- | ------- |
| Emberek száma: | 129   | 180      | 143      | 150     |
| Eltérés:       |       | +39,53 % | -20,55 % | +4,89 % |

| Év:            | 2023. | 2024.   |
| -------------- | ----- | ------- |
| Emberek száma: | 154   | 150     |
| Eltérés:       |       | -2,59 % |

1910-ben 210, többségben szlovák lakosa volt, jelentős magyar kisebbséggel.
2001-ben 193 lakosából 165 szlovák volt.
2011-ben 157 lakosából 143 szlovák.

## Nevezetességei
- Krisztus Király tiszteletére szentelt római katolikus temploma.
- 1800 körül épített haranglába.

## Híres emberek
Itt született 1885. december 13-án Jónás Márton tanár, tankönyvíró.

## Külső hivatkozások
- Községinfó
- Kislibercse Szlovákia térképén
- Jónás Márton
- E-obce.sk Archiválva 2008. június 17-i dátummal a Wayback Machine-ben